# Bone Sickness
Bone Sickness (2004) és una pel·lícula gore estatunidenca de Brian Paulin.

## Argument
Alex pateix una malaltia incurable que el converteix en gul. La seva dona Kristen sol·licita l'ajuda de Thomas, l'amic d'Alex, per trobar un remei. Thomas treballa al dipòsit de cadàvers i decideix extreure membres dels cadàvers per fer-ne un beuratge per fer-lo beure a Alex. La medicació inhabitual funciona perfectament i Alex comença a recuperar-se. Però els morts se senten enganyats i tornen a la vida per venjar-se.

## Repartiment
- Ruby Larocca: Andrea Granger
- Anthony Menna: Swat & Zombie
- Brian Paulin: Thomas Granger
- Christopher P. Reilly: Graveyard Cop
- Darya Zabinski: Kristen McNetti
- Rich George
- Ruby Larocca
- Ernest Hutcherson